# Battaglia di Solara
La battaglia di Solara (o battaglia della Stellata) fu combattuta il 6 aprile 1363 e durata quattro ore in territorio modenese tra le truppe della lega antiviscontea e Bernabò Visconti, signore di Milano, che intendeva impadronirsi di Bologna.
Dopo la scomunica comminata da papa Urbano V a Bernabò Visconti il 3 marzo 1363, il papa indisse una crociata nei suoi confronti. Bernabò inviò un esercito per soccorrere Solara assediata dai ferraresi. Durante gli scontri, Bernabò venne ferito ad una mano e vennero catturati molti nobili lombardi tra cui Ambrogio Visconti, primo figlio naturale di Bernabò avuto da Beltramola de' Grassi, che venne imprigionato ad Ancona. Altri condottieri, tra cui Giberto da Correggio, Andea de' Pepoli, Nicolò Pallavicino e l'ex podestà di Mantova Giovanni Pico furono catturati da Francesco I da Carrara e condotti a Padova.
La battaglia per i milanesi significò la perdita di tutti i capisaldi attorno alla città di Bologna. Riparato a Parma, in otto giorni Bernabò riuscì a radunare un nuovo esercito con il quale tornò ad assediare Modena, ma in agosto scese a trattative grazie alla mediazione di re Giovanni II di Francia e Pietro I di Cipro, raggiungendo un armistizio il 3 settembre. Il conflitto tra Bernabò Visconti ed il papa venne chiuso il 3 marzo 1364 da un trattato di pace che garantì ai Visconti l'imponente somma di 500 000 fiorini in otto rate, la restituzione di tutti i prigionieri e la revoca della scomunica in cambio della cessione di Bologna, Lugo e dei castelli modenesi e bolognesi oltre alla fine della persecuzione degli ecclesiastici.
Nella battaglia rimase ucciso Garcia de Albornoz, fratello di Gómez de Albornoz, rettore di Bologna e nipote del cardinale Egidio Albornoz.